# Michail Klawdijewitsch Tichonrawow

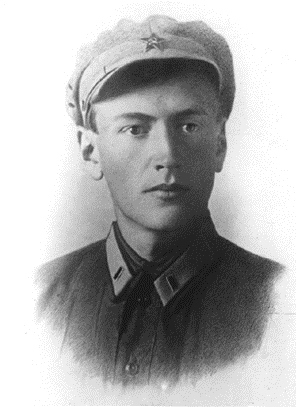
Michail Klawdijewitsch Tichonrawow, 1925

Michail Klawdijewitsch Tichonrawow (russisch Михаил Клавдиевич Тихонравов; * 16. Julijul. / 29. Juli 1900greg. in Wladimir, Russisches Kaiserreich; † 4. März 1974 in Moskau) war ein sowjetischer Ingenieur und Pionier der Raumfahrt. Bekanntheit erlangte er vor allem als Chefentwickler von Sputnik und Wostok.

## Leben
Tichonrawow entstammt einer Juristen- und Lehrerfamilie. 1918 zog er nach Pereslawl. Tichonrawow schloss 1925 seine Ausbildung an der Luftwaffenakademie in Schukowski ab und betätigte sich dann in verschiedenen luftfahrtnahen Unternehmen, ehe er 1932 der GIRD (Gruppe zur Erforschung reaktiver Antriebe) als Leiter einer dortigen Forschungsgruppe beitrat. Im Zuge dieser Arbeit entwickelte er den ersten sowjetischen zweistufigen Raketenantrieb.
1932 wurde er Abteilungsleiter des RNII (Wissenschaftliches Forschungsinstitut für Raketen). In dieser Position baute und entwickelte er Höhenforschungsraketen und verbesserte die Zielgenauigkeit ungelenkter militärischer Raketen (Interkontinentalraketen).
Ab Anfang der 1940er Jahre oblag ihm die Entwicklung von Raketen mit großer Flughöhe. Während des Zweiten Weltkriegs arbeitete er an der Verbesserung der Genauigkeit des Raketenwerfers Katjuscha sowie an Problemen der Aerodynamik und Stabilität des raketengetriebenen Kampfflugzeugs Kostikow 302P. Ab August 1944 untersuchte er als Mitglied einer sowjetischen Expertenkommission die beim SS-Truppenübungsplatz Heidelager gefundenen Trümmer und Reste von Abschussanlagen der deutschen A4-Rakete und wurde dann dem Rüstungsministerium unter Leitung von Dmitri Ustinow unterstellt, um die deutsche Raketentechnik zu rekonstruieren.
Im März 1950 stellte Tichonrawow mit aktiver Unterstützung des sowjetischen Chefkonstrukteurs Sergei Koroljow seinen Bericht „Raketenpakete und ihre Entwicklungsperspektiven“ vor. Darin entwickelte er die zuvor von ihm dargelegten Ideen, ergänzte sie mit neuen Ergebnissen und sprach zum ersten Mal direkt über die unmittelbaren Aussichten für die Schaffung künstlicher Erdsatelliten und Flügen von Menschen in den Weltraum. Die Gruppe betrachtete ein zweistufiges Paket von drei R-3-Raketen, die sich in der Planung befanden, von denen jede einen Sprengkopf mit einem Gewicht von etwa 3 Tonnen bis zu einer Reichweite von 3000 km tragen sollte. Es wurde gezeigt, dass diese Anordnung nicht nur die Übertragung eines schweren Sprengkopfs in eine beliebige Reichweite ermöglichen kann, sondern auch den Start eines Satelliten, der die Mitnahme eines Raumfahrers ermöglicht. Im Oktober 1951 veröffentlichte er einen Artikel „Flug zum Mond“ in der Jugendzeitschrift Pionerskaya pravda. Er beschrieb darin, wie zwei Kosmonauten den Erdtrabanten mit einem Raumschiff umkreisen, und sagte voraus: „Wir werden nicht mehr lange warten müssen. Wir können annehmen, dass Ziolkowskis kühner Traum in den nächsten zehn bis fünfzehn Jahren Wirklichkeit wird. Ihr werdet das alles miterleben und manche von euch werden sogar an solchen bisher unvorstellbaren Reisen teilnehmen.“  Dieser Artikel über sowjetische Weltraumpläne schreckte die Amerikaner auf. Ab März 1952 publizierte die Zeitschrift Collier’s Weekly unter Mitwirkung Wernher von Brauns die siebenteilige Serie Man Will Conquer Space Soon! und schlug darin u. a. ein Weltraumhotel vor.
Bereits 1954 schlugen Tichonrawow und seine Mitarbeiter ihr Programm zur Erforschung des Weltraums vor, vom Start des ersten Satelliten über die Schaffung bemannter Schiffe und Stationen bis zur Landung auf dem Mond. 1956 übernahm er im OKB-1 die Leitung der Designabteilung für verschiedene künstliche Erdsatelliten und bemannte Raumschiffe für die Erforschung von Mond und Planeten des Sonnensystems. Für die erfolgreichen Starts von Sputnik 1 am 4. Oktober 1957 und vier Wochen später Sputnik 2 mit der Hündin Laika an Bord wurde Tichonrawow 1957 der Leninpreis verliehen.  Darüber hinaus wirkte er maßgeblich an der Gestaltung von Sputnik 3, den bemannten Wostokkapseln und frühen planetarischen Sonden mit.
Von 1962 an lehrte er als Professor am Moskauer Staatlichen Luftfahrtinstitut.

## Auszeichnungen und Mitgliedschaften
(in chronologischer Reihenfolge)
- Zwei Rotbannerorden (1944, 1950)[6]
- 1944 Orden des Vaterländischen Krieges II. Klasse[6]
- Zwei Leninorden (1945, 1961)[6]
- 1946 Medaille „Für den Sieg über Deutschland im Großen Vaterländischen Krieg 1941–1945“[6]
- 1957 Leninpreis für seine herausragende Arbeit an den ersten Sputniks
- 1958 Doktor der technischen Wissenschaften
- 1961 Held der sozialistischen Arbeit
- 1968 Korrespondierendes Mitglied der International Academy of Astronautics
- 1970 Ehrenwissenschaftler der Sowjetunion
- 1985 Benennung eines Marskraters nach seinem Namen